# Soft Machine
«Soft Machine» — также название романа Уильяма Берроуза (в русском переводе — «Мягкая машина»)
Soft Machine — британская группа, пионеры кентербери, джаз-фьюжна, психоделического и прогрессивного рока. Названа в честь книги Уильяма Берроуза «Мягкая машина» (англ. The Soft Machine). Основана в 1966 году Робертом Уайеттом (ударные, вокал) и Кевином Эйерсом (бас-гитара, вокал), игравшими ранее в группе Wilde Flowers, а также Дэвидом Алленом (гитары) и Майком Рэтлиджем (клавишные) игравшими в Daevid Allen Trio. Группа по праву считается одним из центральных образований Кентерберийской сцены. За время существования Soft Machine множество раз меняли свой состав, вследствие чего через эту группу прошло огромное количество известнейших музыкантов.

## История

### Истоки: от психоделии к фьюжну

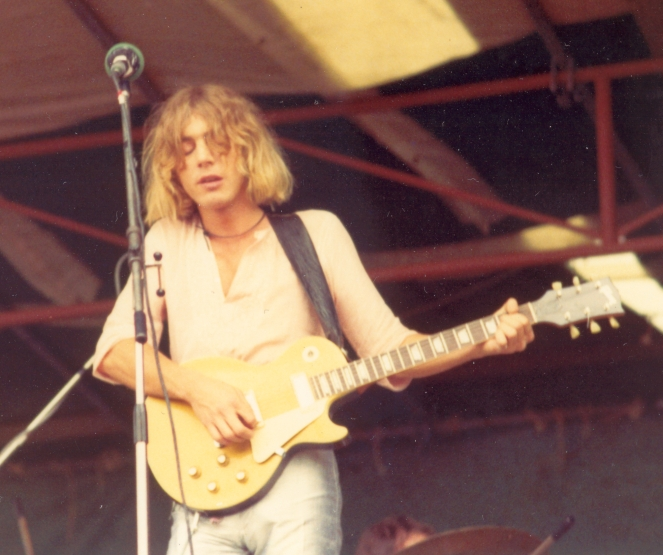
Кевин Эйерс

Корни The Soft Machine лежат в городе Кентербери и круге друзей Роберта Уайетта, ядром которого он был. Первый состав Soft Machine занял достойное место в зарождавшемся британском андерграунде, и музыканты группы стали завсегдатаями знаменитого клуба UFO, являвшегося центром движения. Выпустив свой дебютный сингл «Love Makes Sweet Music», команда отправилась в тур по Нидерландам, Германии и Франции. По окончании гастролей, Дэвида Аллена не впустили обратно в Британию (виза оказалась давно просрочена). Ему пришлось остаться во Франции, где он зря времени не терял и организовал группу Gong.
В 1968 году Soft Machine выступили в качестве группы сопровождения в американском гастрольном туре команды Jimi Hendrix Experience. В перерывах между концертами был записан и выпущен первый одноимённый альбом группы, ставший классикой психоделического рока. В этот период к команде присоединился будущий участник группы The Police — гитарист Энди Саммерс (англ. Andy Summers). Новообразованный квартет отправился на гастроли по США, дав несколько собственных концертов, и вновь выступив на разогреве у команды Хендрикса. Во время тура из группы был уволен Саммерс, на чём настоял Эйерс, который вскорости и сам покинул Soft Machine (правда на сей раз всё обошлось без эксцессов).
В начале 1969 года в состав Soft Machine был включён бывший гастрольный менеджер и композитор группы Хью Хоппер (англ. Hugh Hopper), занявший вакантное место басиста. Вместе с Уайеттом и Рэтледжом он принял участие в записи второго диска группы — Volume Two, обозначившим переход к инструментальному звучанию в духе фьюжна. Последовавший период, несмотря на частые смены состава и противоречия внутри команды, стал весьма плодотворным. Трио превратилось в септет, когда в группу пришли четверо музыкантов, игравших на духовых инструментах. Правда долго они в Soft Machine не задержались, и лишь один из них — саксофонист Элтон Дин (Elton Dean) на какое-то время стал полноценным членом ансамбля. В конце концов, группа обрела формат квартета (Уайетт, Хоппер, Рэтледж и Дин), и в этом составе записала ещё два альбома Third (1970) и Fourth (1971). Свой вклад в эти работы внесли и приглашённые музыканты (в основном джазовые), в числе которых Лин Добсон (англ. Lyn Dobson), Ник Эванс, Марк Чариг, Джими Гастингс (англ. Jimmy Hastings), Рой Бэббингтон (англ. Roy Babbington) и Рэб Сполл (англ. Rab Spall). Четвёртый диск стал первой полностью инструментальной работой Soft Machine, и последним альбомом с участием одного из основателей коллектива — Роберта Уайетта.
По мнению критиков, все музыканты Soft Machine были весьма оригинальными и искушёнными исполнителями, и каждый из них внёс существенный вклад в общий успех группы. Главной движущей силой был гений эклектики Рэтледж, чьи композиционные построения, аранжировки и великолепное чувство импровизации задавали общий высочайший творческий уровень. Чарующий вокал и оригинальная работа на ударных Уайетта, лирические сольные партии Дина и необычная поп-авангардная трактовка Хоппера великолепным образом сочетаясь, создавали неповторимое звучание Soft Machine, вызвавшее бурю восторгов в начале 1970-х годов. Музыканты группы имели склонность к разработке стандартных композиций и приданию им сюитной формы. Этот подход присутствовал в равной мере как на концертных выступлениях, так и во время записи студийных альбомов (уже на первом диске присутствовала сюита Эйерса). Квинтэссенцией сюитного творчества Soft Machine стал третий альбом — Third (1970), содержавший на каждой из своих четырёх сторон по одной продолжительной композиции, что для того времени было весьма необычно. Именно этот диск издавался на протяжении более чем 10 (!) лет в США, и стал самой успешной по числу продаж записью Soft Machine.
Этот период стал наиболее успешным в карьере группы и принёс ей большую популярность по всей Европе. Soft Machine вошли в историю, став первой рок-группой, принявшей участие в престижном лондонском музыкальном фестивале Proms. Концерт состоялся в 1970 году и транслировался на всю страну, что принесло команде большую известность.

### После ухода Уайетта
В связи с творческими разногласиями, в 1971 году группу покинул один из её лидеров — Роберт Уайетт. Впоследствии он основал собственный коллектив, иронично озаглавив его Matching Mole (игра слов, основанная на французском варианте имени группы Soft Machine — Machine Molle). На место ушедшего Уайетта был приглашён австралийский ударник Фил Ховард (англ. Phil Howard). Однако, стабильности это Soft Machine не принесло. Конфликты следовали один за другим, что вылилось в итоге в уход того же Ховарда (сразу после окончания записи первой стороны альбома Fifth (1972), а спустя несколько месяцев команду покинул и Дин. Залатать образовавшиеся бреши были призваны ударник Джон Маршалл и клавишник Карл Дженкинс (англ. Karl Jenkings) (оба бывшие члены группы Иэна Карра Nucleus). Благодаря новичкам, звучание Soft Machine стало более джазовым.
В 1973 году, после выхода альбома Six, группу покинул басист Хоппер. Ему на смену пришёл Рой Бэббингтон (англ. Roy Babbington), также бывший участник Nucleus, который ранее уже сотрудничал с группой. Квартет в лице Бэббингтона, Дженкинса, Маршалла и Рэтледжа записал последние три студийных альбома Soft Machine. После записи диска Seven (1973) группа сменила студию звукозаписи, перейдя с Columbia на Harvest. Приглашённый для записи очередного альбома Bundles (1975) фюжн-гитарист Аллан Холдсуорт (англ. Allan Holdsworth) существенным образом изменил традиционное звучание Soft Machine, сделав гитару одним из центральных инструментов. Манера его игры в чём то напоминала Джона Маклафлина (англ. John McLaughlin) — лидера знаменитой джаз-роковой команды Mahavishnu Orchestra. Гитарные партии для последнего студийного альбома Softs (1976) исполнил другой известный музыкант — Джон Этеридж (англ. John Etheridge). На начальном этапе записи этого диска из группы ушёл последний из основателей Soft Machine Майк Рэтледж. На заключительном этапе существования команды, в её составе успели отметиться такие музыканты, как басист Стив Кук (англ. Steve Cook), саксофонист Алан Уэйкман (англ. Alan Wakeman) и скрипач Рик Сэндерс (англ. Rick Sanders). Концертные записи 1977 года с их участием легли в основу последнего официального выпуска Soft Machine, иронично озаглавленного Alive and Well (Живы и бодры).

### Наследие
Начиная с 1988 года в формате CD были изданы все концертные записи Soft Machine. Качество записи варьируется от превосходного до весьма посредственного. В 2002 году четверо бывших участников группы — Хью Хоппер, Элтон Дин, Джон Маршалл и Аллан Холдсуорт — совершили гастрольный тур под именем Soft Works. С конца 2004 коллектив выступает под именем Soft Machine Legacy. Группой было выпущено четыре диска: Live in Zaandam (2005), Soft Machine Legacy (2006), Live at the New Morning (2006) и Steam (2007)'.
В 2005 году была издана книга Грэма Беннетта, повествующая об истории Soft Machine.
25 июня 2019 года The New York Times Magazine назвал Soft Machine среди сотен исполнителей, чей материал, как сообщается, был уничтожен во время пожара в Universal Studios Hollywood 2008 года.

## Награды
По итогам 1973 года известное музыкальное издание Melody Maker объявило альбом Six лучшим британским джазовым альбомом. В 1974 году всё тот же журнал назвал Soft Machine лучшим компактным джазовым коллективом.

## Участники группы
- Дэвид Аллен (Daevid Allen) — гитара, вокал (1966—1967)
- Кевин Эйерс (Kevin Ayers) — бас-гитара, вокал (1966—1968)
- Элтон Дин (Elton Dean) — саксофон (1969—1972)
- Хью Хоппер (Hugh Hopper) — бас-гитара (1968—1973)
- Майк Рэтлидж — клавишные (1966—1968, 1969—1976)
- Роберт Уайетт (Robert Wyatt) — ударные, вокал (1966—1971)
- Рой Бэббингтон (Roy Babbington) — бас-гитара (1973—1976)
- Джон Этеридж (John Etheridge) — гитара (1975—1978)
- Карл Дженкинс (Karl Jenkins) — гобой, саксофон, клавишные, синтезатор (1972—1984)
- Джон Маршалл[англ.] (John Marshall) — ударные, перкуссия (1971—1984)
- Стив Кук (Steve Cook) — бас-гитара (1977—1978)
- Марк Чариг (Marc Charig) — корнет (1969)
- Лин Добсон (Lyn Dobson) — флейта, саксофон (1969—1970)
- Ник Эванс (Nick Evans) — тромбон (1969)
- Ларри Ноулин (Larry Nowlin) — гитара (1966)
- Аллан Холдсуорт (Allan Holdsworth) — гитара (1973—1975)
- Рик Сэндерс (Ric Sanders) — скрипка (1976—1978)
- Энди Саммерс (Andy Summers) — гитара (1968)
- Алан Уэйкмен (Alan Wakeman) — саксофон (1976)

## Дискография

### Студийные альбомы
- The Soft Machine (ABC/Probe, 1968)
- Volume Two (ABC/Probe, 1969)
- Third (Columbia, 1970)
- Fourth (Columbia, 1971)
- Rock Generation Vol. 7 (одна сторона, 1967 демо) (BYG, 1972)
- Rock Generation Vol. 8 (одна сторона, 1967 демо) (BYG, 1972)
- Five (Columbia, 1972)
- Six (Columbia, 1973)
- Seven (Columbia, 1973)
- Bundles (Harvest, 1975)
- Softs (Harvest, 1976)
- Land of Cockayne (EMI, 1981)
- Hidden Details[англ.] (MoonJune Records, 2018)
- Other Doors (Dyad Records 2023)

### Концертные альбомы и сборники
- Rubber Riff (CD записан в 1976) (Blueprint 2001)
- At the Beginning (1967 демо, ранее на записях Rock Generation; также издавались, как Jet-Propelled Photographs) (Charly, 1976)
- Triple Echo (сборник из трех записей, 1967—1976) (Harvest, 1977)
- Alive & Well: Recorded ib Paris (Harvest, 1978)
- Live at the Proms 1970 (Reckless, 1988)
- The Peel Sessions (записан в 1969—1971) (Strange Fruit, 1991)
- BBC Radio 1 Live in Concert 1971 (Windsong, 1993)
- BBC Radio 1 Live In Concert 1972 (Windsong, 1994)
- Live at the Paradiso 1969 (Voiceprint, 1995)
- Live In France (записан в 1972; также издавался, как Live in Paris) (One Way, 1995)
- Spaced (записан в 1969) (Cuneiform, 1996)
- Virtually (записан в 1971) (Cuneiform, 1998)
- Noisette (записан в 1970) (Cuneiform, 2000)
- Backwards (записан в 1968—1970) (Cuneiform, 2002)
- Facelift (записан в 1970) (Voiceprint, 2002)
- BBC Radio 1967—1971 (Hux, 2003)
- BBC Radio 1971—1974 (Hux, 2003)
- Somewhere In Soho (записан в 1970) (Voiceprint, 2004)
- Breda Reactor (записан в 1970) (Voiceprint, 2005)
- Out-Bloody-Rageous (сборник, 1967—1973) (Sony, 2005)
- Floating World Live (записан в 1975) (MoonJune Records, 2006)
- Grides (CD/DVD записан в 1970) (Cuneiform Records, 2006)
- Middle Earth Masters (CD записан в 1967) (Cuneiform Records, 2006)

### Синглы
- Love Makes Sweet Music/Feelin', Reelin', Squeelin' моно (Polydor UK, 1968)[23]
- Joy Of A Toy/Why Are We Sleeping моно (ABC Probe USA, 1968)
- Soft Space Parts 1 & 2 (Harvest UK, 1978)